# Golfechská jaderná elektrárna
Golfechská jaderná elektrárna (francouzsky Centrale nucléaire de Golfech) je provozní jaderná elektrárna na jihu Francie. Nachází se v regionu Okcitánie na břehu řeky Garonny, která slouží jako chladicí zdroj. Celkový hrubý výkon dvou bloků činí 2726 MW. Elektrárnu vlastní a provozuje společnost Électricité de France.

## Historie a technické informace

### Počátky
Již v roce 1965 zakoupila Électricité de France současný areál v Golfechu s dlouhodobou perspektivou, že zde možná postaví jadernou elektrárnu. Spolu s jadernou elektrárnou by měla v Golfechu vzniknout i vodní elektrárna, která by akumulovala potřebnou chladicí vodu. Výstavba jaderné elektrárny a vodní elektrárny měla začít v roce 1967. Práce na vodní elektrárně začaly v roce 1968. Co se týče plánů na jadernou elektrárnu, ty byly původně opuštěny v roce 1969 poté, co rozhodnutí vlády Charlese de Gaulla znamenalo, že by se neměly stavět další reaktory typu UNGG a byla upřednostněna výstavba tlakovodních reaktorů. Stavba vodní elektrárny o výkonu 69 MW byla dokončena v roce 1973.
Na jaře 1973 Électricité de France poprvé oznámila, že vybrala nová místa pro výstavbu nových jaderných elektráren pro 4. a 5. stavební program republiky. Mimo jiné byla vybrána lokalita Golfech. Podle tehdejších plánů mělo vzniknout 8 000 MW nové kapacity v rámci 4. stavebního programu a dalších 19 000 MW v 5. stavebním programu. Dne 4. července 1978 se regionální rada Midi-Pyrénées vyslovila proti výstavbě elektrárny. V roce 1979 začala Électricité de France vést kampaň za výstavbu jaderné elektrárny v Golfechu. Devět starostů z okolních regionů Valence d'Agen a Auvillar se proti tomu vyslovilo poté, co již v roce 1978 proběhlo hlasování okolního obyvatelstva, ve kterém se 60 % obyvatel vyslovilo proti výstavbě jaderné elektrárny. Électricité de France 29. října 1980 v lokalitě zahájila přípravné práce pro jadernou elektrárnu. EDF plánovala celkem 4 reaktory.
Dne 30. prosince 1981 došlo k dohodě mezi Électricité de France a regionem Midi-Pyrénées podpisem smlouvy na výstavbu jaderné elektrárny Golfech. Samotná smlouva nebyla zveřejněna. V důsledku blížící se saturace energetických požadavků již Électricité de France v létě 1982 neoznamovala žádné nové lokality kromě těch, které se měly rozvíjet a o kterých se diskutovalo, a systémy z posledních stavebních programů nebyly plně rozšířeny. Tímto rozhodnutím bylo rozšíření Chooz a Golfech omezeno ze 4 bloků na pouhé 2 bloky.

### Výstavba
První blok se začal stavět dne 17. listopadu 1982. Jedná se o tlakovodní čtyřsmyčkový reaktor P'4 o hrubém výkonu 1363 MW a čistém výkonu 1310 MW, který je odesílán do sítě. Dne 3. března 1983 byl dán souhlas s výstavbou elektrárny. Během prací došlo v noci ze 7. na 8. srpna 1983 k závažné události. Proběhl útok odpůrců na několik firem na staveništi, který způsobil škodu ve výši 10 milionů franků. Do poloviny roku 1984 byl ve výstavbě vnitřní a vnější kontejnment budovy reaktoru a také byly položeny základy pro čerpací stanici chladicí vody. Výstavba druhého bloku byla oficiálně zahájena 1. října 1984. Jde o identický typ reaktoru se stejným výkonem a parametry, jako první blok. Vzhledem ke špatné ekonomické situaci Francie Rada ministrů dne 31. října 1984 přikázala Électricité de France, aby v roce 1985 objednala vybavení pouze pro jeden blok, a to Penly-2 , ale později dala souhlas s objednávkou pro Golfech-2 v roce 1986, o rok později, než bylo plánováno, což znamenalo zdržení. Stěny dvojitého kontejnmentu Golfech-1 byly dokončeny do poloviny roku 1985, takže prefabrikované části reaktoru mohly být zvednuty na místo v červenci 1985. Zároveň začala betonáž budovy reaktoru, která do poloviny roku 1985 dosáhla výšky 22 metrů.  Do poloviny roku 1986 byla dokončena budova reaktoru Golfech-1 a byla vybetonována kopule vnitřního kontejnmentu. Vzhledem ke stavu rozpracovanosti byla tlaková zkouška kontejnmentu naplánována na únor 1986, přičemž probíhala betonáž kopule vnější reaktorové budovy a montáž nakládacího můstku reaktorové budovy. Kromě toho byla zahájena výstavba chladicí věže prvního bloku. Dne 18. července 1976 bylo dokončeno předpětí vnitřního kontejnmentu a byla dokončena betonáž vnější kopule reaktorové budovy. Chladicí věž bloku dosáhla své konečné výšky 178,50 metru v polovině roku 1987. Vnitřní a vnější kontejnment bloku Golfech-2 byl dokončen do poloviny roku 1987, stejně jako stavební práce v samotné budově reaktoru. Ve dnech 17. a 18. srpna 1986 byl zalit základ turbínové haly a do prosince 1986 byl instalován kondenzátor.
Dne 23. listopadu 1988 předložila francouzská vláda plán pro nakládání s radioaktivním odpadem Komisi Evropských společenství k vyjádření před schválením v souladu s článkem 37, Smlouvy o Euratomu. Důvodem předložení plánu bylo, že emisní plán pro jadernou elektrárnu Cattenom byl schválen před vyjádřením Komise, což vedlo ke stížnosti Komise. Dne 23. května 1989 klasifikovala Komise emise do vody, vzduchu a půdy z bloků Golfech-1 a 2 jako neohrožující zdravotní riziko pro Francii nebo jiné členské státy Evropské unie, čímž plán kladně vyhodnotila. Dne  21. března 1990 bylo uděleno povolení k vypouštění a 19. dubna 1990 povolení k odběru vody z Garonny.
Stavební práce na Golfech-2 byly dokončeny v roce 1989 a montáž nosné konstrukce strojovny byla dokončena v dubnu až prosinci 1989. Těžké komponenty byly dodány na stavbu na podzim roku 1989. Elektroinstalace v bloku byla zahájena koncem roku 1989. V roce 1991 probíhaly v bloku především montážní práce a začalo se zprovozňování subsystémů.

### Uvedení do provozu
Původně byl první blok naplánován ke spuštění v roce 1988. V roce 1984 bylo toto datum přesunuto na říjen 1989. Od roku 1987 se očekávalo, že Golfech-1 bude uveden do provozu do února 1990 a Golfech-2 do ledna 1993. V dubnu 1988 společnost Électricité de France očekávala, že Golfech-1 bude uveden do provozu do 1. června 1991, druhý blok v květnu 1993. První jaderné palivo se začalo do prvního bloku zavážet na konci listopadu 1989, takže první kritičnost se očekávala v únoru 1990. Blok byl poprvé kriticky provozován 24. dubna 1990. Dne 7. června 1990 byl Golfech-1 poprvé synchronizován se sítí. Dne 29. srpna 1990 se Golfech-1 poprvé rozjel v plné zátěži se svým jmenovitým výkonem 1363 MW. Pro uvedení bloku do provozu měl systém udržovat tento výkon po dobu nejméně tří až čtyř týdnů, aby se zkontrolovaly zbývající systémy. V polovině listopadu 1990 však došlo k netěsnosti chladicího okruhu generátoru, a proto musel být zkušební provoz přerušen. Blok přešel do komerčního provozu dne 1. února 1991.
Dne 21. května 1993 se druhý blok elektrárny stal poprvé kritickým. Dne 18. července 1993 byl přifázován k síti. Do komerčního provozu konečně vstoupil dne 4. března 1994. Jednalo se o poslední blok ve francii postavený na základě licenčních práv společnosti Westinghouse.

### Incidenty
V lednu 2010 došlo v elektrárně k úniku tritia, radioaktivního izotopu vodíku. Únik byl malý, ale proti vedení elektrárny bylo i přes to podáno několik žalob.
Dne 12. října 2019 došlo při generální opravě reaktoru Golfech-2 k incidentu, kdy měl být reaktor vypuštěn. Zaměstnanec elektrárny nastavil ventil do pozice, kdy měla voda odtéct, ale ve skutečnosti zůstal v uzavřené poloze. Po osmi hodinách bylo zjištěno, že se hladina nemění, načež byl vyslán jiný pracovník na kontrolu ventilu, který potvrdil, že je ve skutečnosti uzavřen. Pro otevření ventilu však byly ignorovány předpisy, a proto voda nekontrolovatelně vytékala. Pro stabilizaci hladiny byla do okruhu přiváděna nová voda. Zpočátku regulátor hodnotil událost na úrovni 1 na MSJU, ale později byla přehodnocena na úroveň 2.

## Informace o reaktorech
| Reaktor   | Typ reaktoru | Výkon   | Výkon   | Zahájení výstavby | Připojení k síti | Uvedení do provozu | Uzavření |
| Reaktor   | Typ reaktoru | Čistý   | Hrubý   | Zahájení výstavby | Připojení k síti | Uvedení do provozu | Uzavření |
| --------- | ------------ | ------- | ------- | ----------------- | ---------------- | ------------------ | -------- |
| Golfech-1 | P'4          | 1310 MW | 1363 MW | 17. 11. 1982      | 7. 6. 1990       | 1. 2. 1991         |          |
| Golfech-2 | P'4          | 1310 MW | 1363 MW | 1. 10. 1984       | 18. 6. 1993      | 4. 3. 1994         |          |